# Peter Evans (simmare)
Peter Maxwell Evans, född 1 augusti 1961 i Perth i Western Australia, är en australisk före detta simmare.
Evans blev olympisk guldmedaljör på 4 x 100 meter medley vid sommarspelen 1980 i Moskva.